# San Juan Comaltepec
San Juan Comaltepec es una localidad del estado mexicano de Oaxaca. Es cabecera del municipio de San Juan Comaltepec.

## Demografía
| Censo | Población |
| ----- | --------- |
| 1900  | 634       |
| 1910  | 608       |
| 1921  | 451       |
| 1930  | 375       |
| 1940  | 339       |
| 1950  | 308       |
| 1960  | 396       |
| 1970  | 673       |
| 1980  | 441       |
| 1990  | 441       |
| 1995  | 549       |
| 2000  | 591       |
| 2005  | 607       |
| 2010  | 654       |
| 2020  | 689       |